# Ariel Camousseight
Ariel Luis Camousseight Marticorena (Santiago, 10 de enero de 1944 - Santiago, 13 de agosto de 2010) fue un entomólogo chileno, Jefe del Área de Entomología del Museo Nacional de Historia Natural de Chile entre 1975 y 2009.

## Formación
Ariel Camousseight estudió Licenciatura en Biología en la Universidad Católica de Chile, y obtuvo en 1970 su título de Profesor de Biología de la Universidad de Chile. Realizó estudios en el extranjero, específicamente en la Universidad Claude Bernard, de Lyon, Francia, donde obtuvo un Magíster y un Doctorado en Ecología. Estos cursos en Francia junto con su esposa, la también entomóloga Fresia Rojas Alvarado. Cursó otros estudios de postgrado tanto en Chile como en el extranjero, además de ejercer la docencia en varias instituciones de educación superior.
Como entomólogo trabajó en el Servicio Agrícola y Ganadero, y posteriormente ingresaría a trabajar como investigador al Museo Nacional de Historia Natural.

## Labor en el Museo Nacional de Historia Natural
En 1972, Ariel Camousseight comienza a trabajar en el MNHN. En esta institución pudo desarrollar su pasión: la investigación de los insectos, colaborando activamente para la optimización de las colecciones de insectos del museo, labor que pocos años antes habían emprendido jóvenes entomólogos como Fresia Rojas y Juan Moroni, de rescate y puesta en valor de una colección abandonada y deteriorada por la falta de cuidado de un personal especializado. Se rescataron ejemplares valiosos y que se encontraban sin individualizar, muchos de ellos colectados por Rodulfo Philippi, Federido Philippi y Filibert Germain.
En 1975, Camousseight se transforma en Jefe de la Sección, sucediendo a Vicente Pérez D'Angello. Entre sus aportes como cabeza del área, está la modernización de la colección entomológica de referencia del MNHN, ordenada y contenida de manera de que los taxa estén sistematizados. Además su trabajo se reflejó en las exposiciones de insectos que se realizaban en el museo, donde el interés de Camousseight no solamente era poner de relieve la colección, sino generar en los visitantes al museo un genuino interés por los insectos, más allá de su atractivo estético. Los trabajos de Camousseight dan cuenta no solamente de una preocupación por su área de estudio, la entomología, sino también por la museología.
Ariel Camousseight se especializó en el orden Phasmatodea (fásmidos) y los Agahemera, descubriendo caracteres novedosos en estos insectos que habían sido poco estudiados previamente. En su honor se nombraron las especies Emphytoecia camousseighti, Ceroglossus buqueti arieli y Paraxeropsis camousseighti.
Ariel Camousseight falleció el 13 de agosto de 2010 en la Clínica Santa María de Santiago, debido a complicaciones cardíacas.

## Sociedad Chilena de Entomología
Desde agosto de 1971 y hasta su deceso, Ariel Camousseight fue miembro de la Sociedad Chilena de Entomología, iniciando una prolífica carrera en la entidad. Ejerció todos los cargos de la directiva y en el año 2009 fue nombrado Socio Honorario. Su labor en la sociedad también consideró la creación y coordinación de diversas instancias de participación e integración como charlas, eventos y congresos, como el Congreso Nacional de Entomología.